# 643 Scheherezade
Scheherezade este un asteroid din centura principală.

## Descoperirea asteroidului
Asteroidul a fost descoperit de astronomul german August Kopff la 8 septembrie 1907.

## Caracteristici ale asteroidului
Asteroidul prezintă o orbită caracterizată de o semiaxă majoră egală cu 3,3573229 u.a. și de o excentricitate de 0,0645621, înclinată cu 13,76608° în raport cu ecliptica.
Ținându-se cont de parametrii săi orbitali, este considerat membru al familiei de asteroizi Cybele

## Denumirea asteroidului
Numele asteroidului face referire la protagonista din culegerea de povești O mie și una de nopți, Șeherazada.